# 熊本県サッカー協会
一般社団法人熊本県サッカー協会（いっぱんしゃだんほうじんくまもとけんサッカーきょうかい）は、熊本県教育委員会所管で、熊本県内で開催されるサッカー大会などを開催する機関。

## 役員

### 会長
- 井薫

### 副会長
- 藤野健一
- 遠山和美